# Brighton & Hove Albion FC
A Brighton & Hove Albion FC egy angol labdarúgóklub Brighton and Hove-ban.
A klubot 1901-ben alapították korai időszakában a Southern League-ben játszottak. 1920-ban feljutottak a Football League-be. 1979 és 1983 között az első osztályban játszottak. 1983-ban FA-kupa-döntőt játszottak a Manchester United ellen az első mérkőzés 2–2 lett, de a visszavágón 4–0-ra kikaptak. Ugyanebben az évben kiestek az első osztályból. A következő évtizedben anyagi problémák miatt több osztálynyit lecsúszott. A 2016–17-es idényben sikerült bebiztosítaniuk feljutásukat a Premier League-be.

## Játékosok

### Jelenlegi keret
2025. január 1. szerint.
A vastaggal jelzett játékosok felnőtt válogatottsággal rendelkeznek.
A dőlttel jelzett játékosok kölcsönben szerepelnek a klubnál.
| Mezszám                | Név                | Nemzetiség              | Születési hely    | Születési idő (kor)            | Korábbi csapat           | Érték(€)   | Szerződés lejárta |
| Kapusok                | Kapusok            | Kapusok                 | Kapusok           | Kapusok                        | Kapusok                  | Kapusok    | Kapusok           |
| ---------------------- | ------------------ | ----------------------- | ----------------- | ------------------------------ | ------------------------ | ---------- | ----------------- |
| 1                      | Bart Verbruggen    | holland                 | Zwolle            | 2002. augusztus 18. (22 éves)  | RSC Anderlecht           | 15 000 000 | 2028.06.30.       |
| 23                     | Jason Steele       | angol                   | Newton Aycliffe   | 1990. augusztus 18. (34 éves)  | Sunderland AFC           | 3 500 000  | 2026.06.30.       |
| 38                     | Tom McGill         | Kanada · angol          | Belleville        | 2000. március 25. (25 éves)    | Utánpótlásból került fel | 600 000    | 2025.06.30.       |
| Védők                  |                    |                         |                   |                                |                          |            |                   |
| 2                      | Tariq Lamptey      | Ghána · angol           | London            | 2000. szeptember 30. (24 éves) | Chelsea FC U23           | 12 000 000 | 2025.06.30.       |
| 3                      | Igor               | brazil                  | Bom Sucesso       | 1998. február 7. (27 éves)     | ACF Fiorentina           | 17 000 000 | 2027.06.30.       |
| 4                      | Adam Webster       | angol                   | West Wittering    | 1995. január 4. (30 éves)      | Bristol City FC          | 20 000 000 | 2026.06.30.       |
| 5                      | Lewis Dunk         | angol                   | Brighton          | 1991. november 21. (33 éves)   | Utánpótlásból került fel | 12 000 000 | 2026.06.30.       |
| 19                     | Valentín Barco     | argentin                | 25 de Mayo        | 2004. július 23. (20 éves)     | CA Boca Juniors          | 13 000 000 | 2028.06.30.       |
| 29                     | Jan Paul van Hecke | holland                 | Arnemuiden        | 2000. június 8. (25 éves)      | NAC Breda                | 15 000 000 | 2027.06.30.       |
| 30                     | Pervis Estupiñán   | Ecuador · spanyol       | Esmeraldas        | 1998. január 22. (27 éves)     | Villarreal CF            | 35 000 000 | 2027.06.30.       |
| 34                     | Joël Veltman       | holland                 | Velsen            | 1992. január 15. (33 éves)     | AFC Ajax                 | 10 000 000 | 2025.06.30.       |
| Középpályások          |                    |                         |                   |                                |                          |            |                   |
| 6                      | James Milner       | angol                   | Leeds             | 1986. január 4. (39 éves)      | Liverpool FC             | 1 000 000  | 2024.06.30.       |
| 10                     | Julio Enciso       | Paraguay                | Caaguazú          | 2004. január 23. (21 éves)     | Club Libertad            | 22 000 000 | 2026.06.30.       |
| 11                     | Billy Gilmour      | skót                    | Irvine            | 2001. június 11. (24 éves)     | Chelsea FC               | 18 000 000 | 2026.06.30.       |
| 13                     | Pascal Groß        | német                   | Mannheim          | 1991. június 15. (34 éves)     | FC Ingolstadt 04         | 8 000 000  | 2025.06.30.       |
| 14                     | Adam Lallana       | angol                   | St. Albans        | 1988. május 10. (37 éves)      | Liverpool FC             | 1 000 000  | 2024.06.30.       |
| 15                     | Jakub Moder        | lengyel                 | Szczecinek        | 1999. április 7. (26 éves)     | KKS Lech Poznań          | 10 000 000 | 2025.06.30.       |
| 20                     | Carlos Baleba      | Kamerun                 | Douala            | 2004. január 3. (21 éves)      | Lille OSC                | 20 000 000 | 2028.06.30.       |
| 40                     | Facundo Buonanotte | argentin · olasz        | Pérez             | 2004. december 23. (20 éves)   | Rosario Central          | 18 000 000 | 2027.06.30.       |
| 41                     | Jack Hinshelwood   | angol                   | Worthing          | 2005. április 11. (20 éves)    | Utánpótlásból került fel | 16 000 000 | 2028.06.30.       |
|                        | Diego Gómez        | PAR                     | San Juan Baptista | 2003. március 27. (22 éves)    | Inter Miami CF           | 12 000 000 | Nem publikus      |
| Támadók                |                    |                         |                   |                                |                          |            |                   |
| 7                      | Solly March        | angol                   | Eastbourne        | 1994. július 20. (30 éves)     | Utánpótlásból került fel | 22 000 000 | 2026.06.30.       |
| 9                      | João Pedro         | brazil                  | Ribeirão Preto    | 2001. szeptember 26. (23 éves) | Watford FC               | 45 000 000 | 2028.06.30.       |
| 18                     | Danny Welbeck      | angol · Ghána           | Manchester        | 1990. november 26. (34 éves)   | Watford FC               | 6 000 000  | 2024.06.30.       |
| 22                     | Mitoma Kaoru       | Japán                   | Kavaszaki         | 1997. május 20. (28 éves)      | Kavaszaki Frontale       | 45 000 000 | 2027.06.30.       |
| 24                     | Simon Adingra      | Elefántcsontpart        | Yamoussoukro      | 2002. január 1. (23 éves)      | FC Nordsjælland          | 30 000 000 | 2026.06.30.       |
| 28                     | Evan Ferguson      | ír                      | Bettystown        | 2004. október 19. (20 éves)    | Utánpótlásból került fel | 60 000 000 | 2029.06.30.       |
| 31                     | Ansu Fati          | spanyol · Bissau-Guinea | Bissau            | 2002. október 31. (22 éves)    | FC Barcelona             | 30 000 000 | 2024.06.30.       |
| Kölcsönadott játékosok |                    |                         |                   |                                |                          |            |                   |
| Név                    | Poszt              | Nemzetiség              | Születési hely    | Születési idő (kor)            | Kölcsönben itt           | Érték (€)  | Kölcsön lejárta   |
| Kjell Scherpen         | kapus              | holland                 | Emmen             | 2000. január 23. (25 éves)     | SK Sturm Graz            | 3 000 000  | 2024.06.30.       |
| Carl Rushworth         | kapus              | angol                   | Halifax           | 2001. július 2. (24 éves)      | Swansea City AFC         | 3 000 000  | 2024.05.31.       |
| Ed Turns               | védő               | Wales · angol           | Brighton          | 2002. október 18. (22 éves)    | Crewe Alexandra FC       | 400 000    | 2024.05.31.       |
| Kacper Kozłowski       | középpályás        | lengyel                 | Koszalin          | 2003. október 16. (21 éves)    | SBV Vitesse              | 5 000 000  | 2024.06.30.       |
| Marc Leonard           | középpályás        | skót                    | Glasgow           | 2001. december 19. (23 éves)   | Northampton Town FC      | 450 000    | 2024.05.31.       |
| Mahmoud Dahoud         | középpályás        | német · Szíria          | Amûdê             | 1996. január 1. (29 éves)      | VfB Stuttgart            | 8 000 000  | 2024.06.30.       |
| Yasin Ayari            | középpályás        | svéd · Tunézia          | Solna             | 2003. október 6. (21 éves)     | Blackburn Rovers FC      | 5 000 000  | 2024.05.31.       |
| Steven Alzate          | középpályás        | Kolumbia · angol        | London            | 1998. szeptember 8. (26 éves)  | Standard de Liège        | 4 500 000  | 2024.06.30.       |
| Jensen Weir            | középpályás        | angol · skót            | Warrington        | 2002. január 31. (23 éves)     | Port Vale FC             | 300 000    | 2024.05.31.       |
| Andy Moran             | középpályás        | ír                      | Dublin            | 2003. október 15. (21 éves)    | Blackburn Rovers FC      | 3 000 000  | 2024.05.31.       |
| Jeremy Sarmiento       | támadó             | Ecuador · angol         | Madrid            | 2002. június 16. (23 éves)     | Ipswich Town FC          | 3 500 000  | 2024.05.31.       |
| Abdallah Sima          | támadó             | Szenegál                | Dakar             | 2001. június 17. (24 éves)     | Rangers FC               | 7 000 000  | 2024.05.31.       |
| Deniz Undav            | támadó             | német · török           | Achim             | 1996. július 19. (28 éves)     | VfB Stuttgart            | 22 000 000 | 2024.06.30.       |
| Adrian Mazilu          | támadó             | román                   | Konstanca         | 2005. szeptember 13. (19 éves) | SBV Vitesse              | 2 500 000  | 2024.06.30.       |

## Edzők
| - John Jackson 1901–1905 - Frank Scott-Walford 1905–1908 - Jack Robson 1908–1914 - Charles Webb 1919–1947 - Tommy Cook 1947 - Don Welsh 1947–1951 - Billy Lane 1951–1961 - George Curtis 1961–1963 - Archie Macaulay 1963–1968 - Fred Goodwin 1968–1970 - Pat Saward 1970–1973 - Brian Clough 1973–1974 | - Peter Taylor 1974–1976 - Alan Mullery 1976–1981 - Mike Bailey 1981–1982 - Jimmy Melia 1982–1983 - Chris Cattlin 1983–1986 - Alan Mullery 1986–1987 - Barry Lloyd 1987–1993 - Liam Brady 1993–1995 - Jimmy Case 1995–1996 - Steve Gritt 1996–1998 - Brian Horton 1998–1999 - Jeff Wood 1999 - Micky Adams 1999–2001 - Peter Taylor 2001–2002 - Martin Hinshelwood 2002 | - Steve Coppell 2002–2003 - Mark McGhee 2003–2006 - Dean Wilkins 2006–2008 - Micky Adams 2008–2009 - Russell Slade 2009 - Gustavo Poyet 2009–től - Óscar García Junyent 2013–2014 - Sami Hyypiä 2014 - Chris Hughton 2014–2019 - Graham Potter 2019–2022 - Roberto De Zerbi 2022–2024 - Fabian Hürzeler 2024– |

## Sikerei

### Bajnokságban
- Angol másodosztály
  - 1978–79 ezüstérem
  - 2016–17 ezüstérem
- Angol harmadosztály
  - 1957–58 bajnok
  - 2001–02 bajnok
  - 2010–11 bajnok
- Angol negyedosztály
  - 1964–65 bajnok
  - 2000–01 bajnok
- Southern Football League Division One
  - 1909–10 bajnok

### Kupa
- FA-kupa
  - 1982–83 ezüstérmes
- FA Charity Shield
  - 1910 győztes